# Efterårsfestival
Efterårsfestival, Månefestival eller Månekagefestival er en populær kinesisk festdag, der har rødder tilbage til Zhou-dynastiet for mere end 3.000 år siden. Det er tradition at spise månekage på dagen.

## Datoer
Efterårsfestivalen falder altid den 15. dag i den 8. månebaserede måned i den kinesiske kalender, der er en lunisolarkalender, hvilket betyder, at det altid er fuldmåne på dagen. Det er normalt den fuldmåne, der ligger tættest på efterårsjævndøgn (idet vintersolhvervet altid ligger i 11. måned). Den falder på disse datoer de kommende år:
- 2016: 15. september
- 2017: 4. oktober
- 2018: 24. september
- 2019: 13. september
- 2020: 1. oktober
- 2021: 21. september